# San Pedro de Cachora
O Distrito peruano de San Pedro De Cachora é um dos nove distritos que formam a Província de Abancay, situada no Apurímac, pertencente a Região Apurímac, Peru.

## Transporte
O distrito de San Pedro de Cachora é servido pela seguinte rodovia:
- PE-3SV, que liga o distrito de Huanipaca à cidade de Curahuasi
- AP-116, que liga a cidade de Huanipaca ao distrito de Curahuasi[2][3][4]